# Atentado em Ancara em 2016
O atentado em Ancara em 2016 ocorreu às 18h31 de 17 de fevereiro de 2016 na cidade de Ancara, capital da Turquia. Foram confirmados 28 mortos e 61 feridos.

## Antecedentes
Em outubro de 2015, um atentado numa manifestação pela paz em Ancara contra uma ofensiva aos curdos no país, deixou mais de cem pessoas mortas. Da mesma maneira, o país teve toque de recolher durante mais de um mês nas zonas curdas. As ações foram condenadas em lugares tais como Cizre. O 13 de fevereiro produziram-se bombardeios de posições curdas na Síria. A medida foi condenada unanimamente pelo Conselho de Segurança. Depois da votação pelo Conselho de Segurança e poucas horas antes do atentado, o presidente turco, Recep Tayyip Erdoğan, referiu-se ao PYD como uma organização terrorista, além do PKK, o Daesh, o DHKP-C e o Frente Al-Nusra. Também reforçou que os ataques contra o PYD e as YPG continuariam até que se detenham as supostas  ameaças em contra da Turquia.
Outros vários atentados ocorreram na Turquia em 2015 e 2016, incluindo a detonação de bombas contra turistas estrangeiros em Istambul, numa manifestação do Partido Socialista dos Oprimidos em Suruç e numa manifestação do Partido Democrático dos Povos em Diarbaquir. O Daesh é o principal suspeito de todos os ataques.

## O ataque
O ataque foi executado por um carro bomba que explodiu às 18h31 (hora local), momento no qual autocarros que transportavam pessoal militar do exército estavam à espera nos semáforos. O ataque foi ao pé de um edifício de habitações do pessoal militar de alto nível. Os media turcos mostraram imagens de um incêndio no qual foram atingidos veículos militares depois da explosão, que pôde ouvir-se a vários quilómetros de distância. O atentado acabou pelo menos com 28 vítimas mortais e 61 feridos.

### Autores
Uma fonte de segurança declarou os sinais iniciais indicaram que militantes curdos do Partido dos Trabalhadores do Curdistão (PKK) fossem os responsáveis. Também seguindo fontes de segurança independente no sudeste da Turquia, que o Daesh pode ser o responsável. Nenhum grupo assumiu a responsabilidade dos ataques até o momento.
Os meios de comunicação turcos apontaram que o atacante era um membro do PYD chamado Salih Necar.

## Reações

### Na Turquia

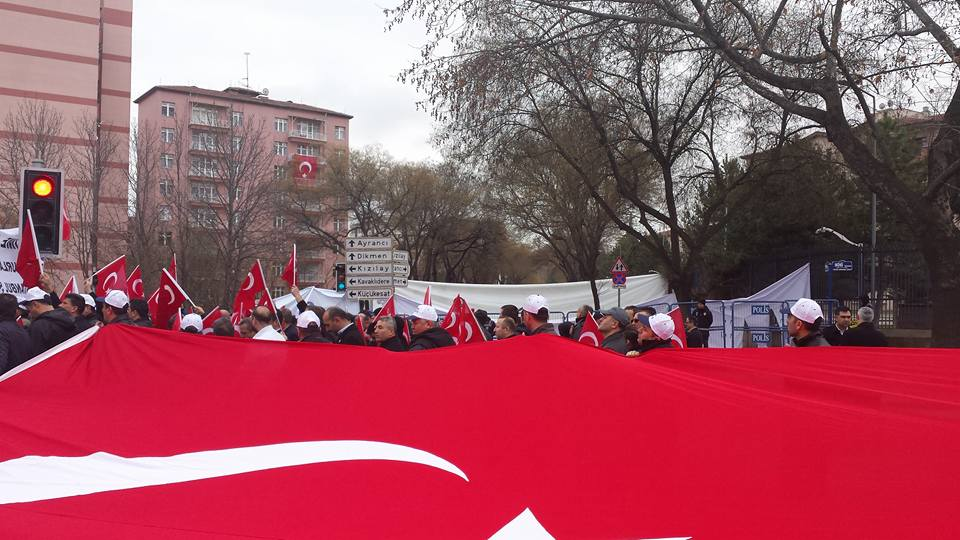
Milhares de protestos em toda Turquia

O presidente Recep Tayyip Erdoğan emitiu um comunicado no qual afirmou: «Vamos continuar a nossa luta contra os peões que fazem este tipo de ataques, que não conhecem limites morais ou humanitários, e as forças atrás de eles com mais determinação todos os dias». O primeiro ministro Ahmet Davutoğlu cancelou viagens previstas à Bélgica e ao Azerbaijão depois do ataque. O líder do partido Justiça e Desenvolvimento, Ömer Çelik, condenou do modo enérgico os ataques como um «horrendo ato de terrorismo».

### Reações internacionais
- Alemanha — A chanceler, Angela Merkel, disse num comunicado, «Estou a dizer à gente turca: nós, como alemães compartilhamos a sua dor», adicionando que a «Alemanha está na batalha contra os responsáveis de estes atos anti-humanos que estão na Turquia».
- Argentina — O Ministério de Relações Exteriores e Culto da Argentina condenou o atentado num comunicado. Também expressou a sua solidariedade ao governo turco e aos familiares das vítimas.[23]
- Azerbaijão — O presidente Ilham Aliyev, expressou o sua profunda tristeza sobre a explosão em Ancara, a dizer: «Deus tenha piedade por aqueles que perderam as suas vidas, desejo uma rápida recuperação aos feridos».
- Egito — O porta-voz do Ministério de Assuntos Exteriores egípcio, Ahmed Abu Zaid expressou num comunicado que o Cairo, «condena de maneira enérgica o ataque, ao mesmo tempo que transmite as condolências ao povo turco e às famílias das vítimas mortais».[24]
- Estados Unidos — John Bass, o embaixador americano na Turquia, expressou as suas condolências pelo Twitter afirmando que, «Os nossos corações e orações estão com os afetados».
- Finlândia — O primeiro-ministro Juha Sipilä escreveu na sua página de Twitter: «Condenamos energicamente o ataque terrorista em Ancara, Turquia. As nossas condolências às famílias e amigos das vítimas».
- Reino Unido — Richard Moore, embaixador britânico na Turquia, expressou as suas condolências pelo Twitter dizendo que: «O Reino Unido está ombro a ombro com a Turquia neste momento complicado».
- Rússia — O Parlamento da Rússia, o Conselho da Federação e o Comitê da Defesa e Segurança, condenaram os ataques terroristas. O porta-voz do Kremlin de Moscovo, Dmitri Peskov, disse aos jornalistas: «Condenamos energicamente o atentado terrorista realizado ontem em Ancara, expressamos as condolências aos familiares e amigos dos falecidos e desejamos uma rápida recuperação aos feridos».[25]
- Ucrânia — O primeiro-ministro Arseni Yatseniuk disse pelo twitter: «O governo da Ucrânia oferece as suas condolências às famílias das pessoas que morreram nos ataques terroristas em Ancara e das pessoas feridas».

#### Organizações internacionais
- União Europeia  — Uma reunião da UE que se ia realizar em Bruxelas (Bélgica) com motivo da crise migratória na Europa foi cancelada para concentrar-se no atentado.[26]
- OTAN — O secretário-geral Jens Stoltenberg ofereceu as suas «mais profundas condolências às famílias dos falecidos e ao povo turco».